# Igor Kravcov
Igor Kravcov, ruski veslač, * 21. december 1973, Čeljabinsk.
Kravcov je za Rusijo nastopil na Poletnih olimpijskih igrah 2004 in 2008. V Atenah je kot član ruskega dvojnega četverca osvojil zlato medaljo.